# École normale d'instituteurs de Djougou
L'école normale d'instituteurs de Djougou (ENI-Djougou) est un établissement public de formation pour les aspirants à la fonction d'instituteur ou d’institutrice situé dans la commune de Djougou dans le département de la Donga au Bénin. Elle est sous la tutelle du ministère des enseignements maternel et primaire du Bénin.

## Mission
L'école normale d'instituteurs de Djougou à pour mission d'assurer la formation initiale des élèves-maîtres destinés à enseigner dans les écoles primaires publiques du Bénin.Dans cet établissement, les futurs instituteurs et institutrices viennent compléter leur instruction et s’initier aux meilleures méthodes d’enseignement,,,,,,,,,,,.